# Ofensiva de Raqa suroccidental (junio de 2017)
La ofensiva de Raqa suroccidental (junio de 2017) fue una operación del Ejército sirio contra Estado islámico en el  campo de la provincia de Raqa.

## Contexto
A principios de mayo del 2017, fuerzas de Gobierno sirio lanzaron una ofensiva contra Estado Islámico en el campo oriental de Alepo, capturando el aeródromo de Jirah en la tarde del 12 de mayo.
Tras esto, a inicios de junio, el Ejército sirio, dirigido por las fuerzas Tigre, capturó la ciudad de Maskanah y sus pueblos circundantes por lo que los insurgentes de Daesh se retiraron del área. Al día siguiente, el Ejército alcanzó las fronteras de Ar-Raqqah.

## La ofensiva
El 13 de junio, el Ejército sirio hizo un gran avance en Raqqah, capturando siete pueblos, alcanzado la carretera Ithriya-Al-Thawrah, tras una débil defensa de Estado Islámico que se replegaba hacia Akerbat. Cuatro días más tarde, el Ejército progresó más hacia el este, arrinconando a Estado Islámico en Resafa.
Durante 18 junio, el Ejército sirio capturó los últimos dos pueblos en la carretera a Resafa. Más tarde el mismo día, un F/Un-18 Super Hornet lanzado desde el USS George H.W. Bush derribó Su-22M4 de la SyAAF, alegando un ataque contra la SDF cerca de Ja'din. Más tarde, los enfrentamientos se intensificaron a las afueras de Resafa entre el Ejército sirio y las SDF, ya que las SAA trataron de recuperar el cuerpo del piloto. Al día siguiente, Resafa fue capturado por el Ejército sirio.
El 22 de junio, Daesh intentó  cortar  la línea de abastecimiento del Ejército sirio a Resafa acercándose a la ciudad de Um Sosah, pero el atque fue detenido de inmediato. El 30 de junio, el Ejército sirio recuperó el control completo de la carretera Ithriya-Thawrah, asediando a Estado Islámico en su último reducto de Alepo. Posteriormente, Daesh evacuó por completo la gobernación de Alepo dirigiéndose hacia el sur.

## Consecuencias
El 15 de julio Fuerzas Tigre capturaron media docena de campos petrolíferos en la provincia de Ar-Raqqah. Al día siguiente, las Fuerzas Tigre capturaron el campo petrolero de Al-Fahd y su estación de bombeo, avanzando hacia al sur de Resafa capturando los campos gasísticos de Zamleh Sharqiyah, B'ir Zamleh y al-Khalaa. El 17 de julio las SAA liberaron el campo petrolífero de Deilla. Un par más de campos petrolíferos fueron capturados más tarde en el día junto a la ciudad de Rajm Al-Joz. El 22 de julio, el Ejército sirio avanzó, capturando Sabkhawi.